# 시강구 (타이난시)

시강 구의 위치

시강구(한국어: 서항구, 중국어: 西港區, 병음: Xīgǎng Qū)는 중화민국 타이난시의 시할구이다. 넓이는 33.7666 km2이고, 인구는 2015년 8월 기준으로 24,910명이다.

## 지리
쩡원시(曾文溪) 북안에 펼쳐진 평탄한 지세로 평균 해발은 5m이다.

## 역사
시강 구는 예전해 타이장 내해의 항만으로서 번창해 항자(港仔)로 불렸다. 또 당시의 농산물 교역의 중심인 마두의 서쪽에 위치하고 있던 것에서 서항자(西港仔)로도 불리게 되었다. 1920년에 세이코(西港)로 개칭되었고 1948년에 타이난 현 시강 향이 되어 현재에 이르고 있다.

## 같이 보기
- 타이난시